# Валя-Попій (Міхеєшть, Арджеш)
Валя-Попій (рум. Valea Popii) — село у повіті Арджеш в Румунії. Входить до складу комуни Міхеєшть.
Село розташоване на відстані 112 км на північний захід від Бухареста, 28 км на північний схід від Пітешть, 127 км на північний схід від Крайови, 77 км на південний захід від Брашова.

## Населення
За даними перепису населення 2002 року у селі проживали 1000 осіб, з них 996 осіб (99,6%) румунів. Рідною мовою 996 осіб (99,6%) назвали румунську.